# Pinner-Synthese
Die Pinner-Synthese ist eine Namensreaktion in der Organischen Chemie und wurde erstmals 1890 von dem deutschen Chemiker Adolf Pinner beschrieben. Die Reaktion ermöglicht z. B. die Synthese von 2-Hydroxy-4,6-diaryl-sym-Triazinen.

## Übersichtsreaktion
Bei der Reaktion handelt es sich um eine Synthese-Methode für ein 2-Hydroxy-4,6-diaryl-sym-Triazin 3 durch Kondensation von Arylamidinen 1 und Phosgen 2.

## Mechanismus
Im ersten Schritt kommt es in einer Kondensationsreaktion des Amidins und des Phosgens unter Abspaltung von Salzsäure zur Bildung eines Intermediates. Es folgt eine Imin-Enamin-Tautomerie. Nach anschließender Abspaltung von Ammoniak liegt eine Keto-Enol-Tautomerie vor und es bildet sich abschließend das Produkt 2-Hydroxy-4,6-diaryl-sym-Triazin.

## Verwandte Reaktionen
- Pinner-Reaktion: Herstellung von Carbonsäuren, Estern, Thioestern und Carbonsäureamiden
- Pinner-Kondensation: Kondensation von Amidinen mit β-Ketoestern oder β-Diketonen zu Pyrimidinen